# Copyleft

La "C inversa" ("reversed c") és el símbol del copyleft. Malgrat no tingui reconeixement legal, s'utilitza com a contraposició al símbol del copyright.

Com a copyleft es coneix a tot un conjunt de llicències que poden aplicar-se a creacions informàtiques, artístiques, etc. Els defensors del copyleft consideren les lleis de drets d'autor (copyright) com una forma de restringir el dret de fer i redistribuir còpies d'un treball. Una llicència copyleft, de fet, utilitza la legislació pròpia dels drets d'autor per a assegurar que cada persona que rep una còpia o obra derivada pugui fer servir, modificar i també redistribuir tant el treball com les seves versions derivades. Així doncs, en un sentit estrictament no legal, el copyleft és el contrari del copyright.
El concepte, no el terme, va ser concebut originalment per Richard Stallman.
Com a exemple de llicències del tipus copyleft, destacaríem la GPL per a programari o algunes de les llicències de Creative Commons per a un ampli ventall de continguts i obres.

## Història

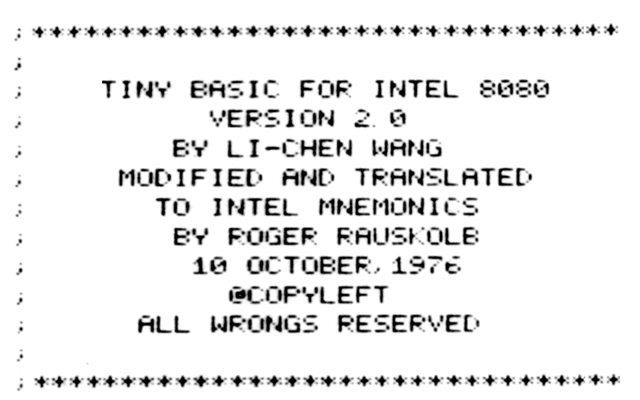
L'ús del Copyleft, 1976

El seu origen el trobem a la dècada dels anys setanta amb el desenvolupament de programari per a la indústria informàtica, encara que avui en dia s'aplica a una àmplia varietat de camps com la producció literària i la cinematogràfica. En un ambient de cultura «furonera», sorgeix com una aposta enfrontada al ja amenaçant copyright, cada cop amb més presència. Serà Richard Stallman, pare i abanderat del programari lliure amb el projecte GNU, qui el donarà a conèixer i el fomenti fins a l'actualitat.
En aquells moments Stallman estava elaborant un intèrpret de Lisp que va interessar a la companyia Symbolics, i va accedir a proporcionar-los una versió de l'intèrpret sota domini públic, sense restriccions inicials. Més tard, l'empresa va ampliar i millorar el programari original, però quan Stallman va voler accedir a les modificacions, la companyia s'hi va negar.
Va ser llavors, el 1981, quan Stallman va decidir posar-se a treballar per erradicar aquest tipus de comportament, al qual va batejar amb el nom d'acaparament del programari (software hoarding).
Com que a Stallman li va semblar poc viable a curt termini eliminar les lleis del copyright així com les injustícies que considerava provocades pel seu perpètuament, va decidir treballar dins del marc legal existent i va crear així la seva pròpia llicència de drets d'autor, la Llicència Pública General de GNU (GPL). Segons el projecte GNU:
| « | La forma més senzilla de fer que un programa sigui lliure és posar-lo al domini públic, sense drets reservats. Això li permet compartir el programa i les seves millores a la gent, si així ho desitgen. Però li permet a gent cooperativa convertir el programa en programari privat. Ells poden fer canvis, molt pocs, i distribuir el resultat com un producte privat. Les persones que reben el programa amb aquestes modificacions no tenen la llibertat que l'autor original els va donar; l'intermediari els l'ha pres. En el projecte GNU, el nostre objectiu és el de donar a tot usuari la llibertat de redistribuir i canviar programari GNU. Si els intermediaris poguessin prendre aquesta llibertat, nosaltres tindríem molts usuaris, però aquests usuaris no tindrien llibertat. Així, en lloc de posar programari GNU al domini públic, nosaltres el protegim amb Copyleft. Copyleft diu que qualsevol que redistribueixi el programari, amb canvis o sense, ha de donar la llibertat de copiar-lo i modificar-lo més. Copyleft garanteix que cada usuari tingui llibertat. | » |

Per primera vegada es recull el dret que el titular dels drets d'autor pugui transferir de forma permanent i a obres derivades sorgides, el màxim nombre de drets possibles a aquells que rebin una còpia del programa. És a dir, impedir jurídicament al material ofert en aquests termes que en un futur es pugui apropiar part d'ell a drets d'autor o propietat intel·lectual.
Encara que sigui la primera llicència copyleft, serà posteriorment, amb noves llicències inspirades en aquesta i amb la popularització del programari lliure quan es començarà a fer freqüent aquesta paraula.

## Mètodes d'aplicació
La pràctica habitual per aconseguir aquest objectiu d'explotació sense traves, còpia i distribució d'una creació o d'un treball (i els seus derivats) és la d'oferir-lo juntament amb una llicència o contracte. Aquesta hauria d'estipular que cada propietari d'una còpia del treball pogués:
1. utilitzar-la sense cap limitació,
2. (re)distribuir totes les còpies que desitgis, i
3. modificar-la de la manera que cregui convenient.

Aquestes tres llibertats bàsiques això no obstant, no són suficients per assegurar que una obra derivada sigui distribuïda amb les mateixes condicions no restrictives: amb aquest fi, la llicència ha d'assegurar que el propietari del treball derivat el distribueixi amb el mateix tipus de llicència.
Altres condicions de llicència addicionals que podrien evitar possibles impediments a les tres llibertats bàsiques anteriors són:
- les condicions de la llicència poden ser revocades;

- el treball i els seus derivats són sempre posats a disposició de manera que es faciliti la seva modificació. Per exemple, en el programari, aquesta facilitat sol associar-se a la disponibilitat del codi font, on inclús la compilació de dit codi hauria de permetre's sense cap tipus d'impediment;

- idear un sistema més o menys obligatori per documentar adequadament la creació i les seves modificacions, per mitjà de manuals d'usuari, descripcions, etc.

A la pràctica, perquè aquestes llicències copyleft tinguin algun tipus d'efecte, necessitaran fer un ús creatiu de les regles i lleis que regeixen la propietat intel·lectual, per exemple, quan ens referim a les lleis del copyright, que és el cas més comú, totes les persones que d'alguna manera han contribuït al treball amb copyleft es convertiran en co(titulars) dels drets d'autor, però, al mateix temps, si ens cenyim a la llicència, també renuncien deliberadament a alguns dels drets que normalment deriven dels drets d'autor, per exemple, el dret a ser l'únic distribuïdor de les còpies del treball.
Encara que depèn de les lleis que regeixen la propietat intel·lectual, que poden ser diferents d'un país a un altre, la llicència final, que no és més que un mètode per assolir els objectius del copyleft, també pot diferir d'un país a un altre. Per exemple, en alguns països pot ser acceptable vendre un producte de programari sense cap garantia, a l'estil de la llicència GPL, mentre que en la majoria de països europeus no és possible que un distribuïdor de programari es desentengui de totes les garanties vinculades a un producte venut, raó per la qual, l'abast de les garanties és descrit explícitament en la majoria de llicències copyleft europees. (la llicència CeCILL, permet usar la GPL – article 5.3.4 de CeCILL – en combinació amb una garantia limitada – article 9).

## Etimologia
Segons algunes fonts, el terme copyleft prové d'un missatge que contenia el programa Tiny BASIC, una versió de BASIC distribuïda lliurement i escrita pel Doctor Li-Chen Wang a finals dels anys setanta. El llistat del programa incorporava les frases "@COPYLEFT" i "TOTS ELS PERJUDICIS RESERVATS", amb contraposició a "copyright" i "tots els drets reservats", termes usats habitualment als texts de drets d'autor.
Richard Stallman assegura que la paraula prové de Don Hopkins, al que considera un company molt imaginatiu, al qual li va enviar el 1984 o 1985 una carta en la qual es podia llegir: Copyleft-tots els drets invertits (Copyright-all rights reversed). El terme copyleft amb l'anotació tots els drets invertits va ser utilitzat també a principis dels anys setanta dins del Principia Discordia, text que potser va inspirar a Hopkins.
Hi ha alguns problemes amb la definició del terme copyleft que contribueixen a crear controvèrsia al seu voltant. El terme, es va crear com una transformació xistosa o paròdia de la paraula copyright, volent abastar els termes de la GPL creada per Stallman com a part del seu treball per a la Free Software Foundation. Els vocables en anglès right i left, dreta i esquerra respectivament, accentuen la diferència entre copyleft i copyright.
Així, el fet que un programa estigui cobert pel copyleft es considera pràcticament el mateix que posar el programa sota GPL (essent l'estàndard de facto de tots els tipus de llicències sorgides posteriorment i difoses com a copyleft). Quan s'utilitza com a verb, el seu significat és menys precís i pot referir-se a qualsevol d'entre una varietat de llicències, o inclús a una teòrica llicència imaginaria per a propòsits de discussió.

## Tipus i relació amb altres llicències
Programari de codi obert
El copyleft és una de les característiques distintives de moltes llicències de programari de codi obert. Al final, el copyleft es va convertir amb el tema clau a tractar en el conflicte ideològic entre el moviment de codi obert i el de programari lliure: copyleft és el nom curt usat per designar un marc legal que garanteixi que qualsevol derivat d'un treball autoritzat ("licensed work") es manté lliure. Si el llicenciatari d'un treball amb copyleft no distribueix els treballs derivats amb la mateixa llicència copyleft (o en alguns casos similars) haurà d'afrontar les conseqüències legals: per a la majoria de treballs amb copyleft això suposaria, com a mínim, la rescissió d'algunes de les clàusules de la llicència, prenent-li el permís per copiar, distribuir, comunicar públicament o realitzar treballs derivats del programari, etc.
Moltes llicències de programari de codi obert, com les que utilitzen els sistemes operatius BSD, els sistemes de Finestres X i el servidor web Apache, no són llicències copyleft, ja que no s'exigeix al titular de la llicència la distribució dels treballs derivats sota la mateixa llicència. En l'actualitat, es discuteix sobre quina llicència proporciona major grau de llibertat. Sovint es diu que les llicències copyleft maximitzen la llibertat de tots aquells futurs destinataris (immunitat contra la creació de programari privat), mentre que les llicències de programari lliure sense copyleft maximitzen la llibertat del destinatari inicial (llibertat per crear programari privat). La llibertat del destinatari, limitada pel copyleft, pot diferenciar-se de la llibertat del mateix programari, la qual és garantida pel copyleft.
Fort i dèbil
El copyleft que regeix un treball es considera "més fort" a mesura que augmenta l'eficiència de les condicions a complir per la llicència en tots els tipus de treballs derivats. El copyleft "dèbil" fa referència a les llicències que no s'hereten a tots els treballs derivats, depenent de la manera amb què aquests s'hagin derivat.
Aquest últim tipus de llicències és el que s'utitilitza generalment per la creació de biblioteques de programari, amb la finalitat de permetre que altres programes puguin enllaçar amb elles i ser redistribuïts, sense el requeriment legal de crear una altra nova llicència copyleft. Únicament es necessita distribuir els canvis del programari amb copyleft "dèbil", i no els propis de l'enllaç. Això permet a programes amb qualsevol llicència ser compilats i enllaçats amb biblioteques amb copyleft, com la biblioteca estàndard utilitzada per molts programes, coneguda com a glibc, i ser redistribuïts llavors sense necessitat de canviar-ne la llicència.
Un exemple de llicències de programari lliure que utilitzen copyleft "fort" són: la Llicència Pública General de GNU i la Llicència Pública Q. D'altra banda, entre les que usen copyleft "dèbil" trobem: la Llicència Pública General Menor (LGPL) i la Llicència Publica de Mozilla. Exemples de llicències de programari lliure que no són copyleft són la llicència X11 i les llicències BSD.
Complet i parcial
El copyleft complet és aquell que permet que totes les parts d'un treball, excepte la llicència, siguin modificades pels successius autors. El copyleft parcial implica que algunes parts de la mateixa creació no siguin susceptibles a futures modificacions, és a dir, que no estan subjectes a tots els principis del copyleft, un exemple clar, el trobem en la creació artística, on el copyleft complet a vegades és impossible o inclús no desitjable.
Compartir per igual
Moltes llicències del tipus compartir per igual (share-alike) són llicències copyleft parcials. El concepte compartir per igual implica que qualsevol llibertat atorgada al treball original (o còpies) es manté intacta en qualsevol treball derivat: això implica que qualsevol llicència copyleft completa és automàticament una llicència de tipus compartir per igual, però no al contrari. En lloc d'usar la consigna "tots els drets reservats" pròpia del copyright, o la de "tots els drets invertits", del copyleft complet, les llicències compartir per igual solen utilitzar el lema d'"alguns drets reservats". Algunes combinacions de la llicència Creative Commons són un exemple de llicències del tipus compartir per igual.
Patents
Les idees del copyleft són també suggerides cada vegada més per a la seva aplicació en patents, i per tant, depenent d'un marc legal de patents en lloc d'un marc legal de drets d'autor. Exemples d'aquestes iniciatives són els fons de patents obertes que permeten l'ús lliure dels royalties de patents sota certes condicions. Avui en dia, aquesta iniciativa sembla no haver agafat el vol, potser perquè les patents són relativament cares d'obtenir i els drets d'autor s'obtenen de franc.
Tanmateix, com que la majoria de creacions amb copyleft obtenen la característica de copyleft exclusivament de les lleis del copyright, els mecanismes de patents poden amenaçar les llibertats que atorga el copyleft a les dites creacions quan es permet a les lleis de patents anul·lar les de copyright, que podria ser el cas de les noves regles referents a patents desenvolupades per la Unió Europea a principis del segle xxi. No sembla que hi pugui haver una resposta fàcil a tals amenaces, encara que generalment es considera que les comunitats que desenvolupen productes amb copyleft no tenen ni els recursos, ni l'organització pels complexos tràmits de patents.

## Explotació comercial
L'explotació comercial dels treballs amb copyleft difereix de l'explotació comercial tradicional que s'obté dels drets de la propietat intel·lectual. L'explotació dels treballs amb copyleft pot aconseguir-se, per exemple, construint un model de serveis al voltant del treball amb copyleft.
Generalment, s'espera que un negoci "copyleft" generi uns beneficis econòmics més baixos que un negoci que utilitzi treballs privats. Les empreses que treballen amb productes privats poden generar ingressos exclusivament de vendes, les llicències individuals i transferibles, i els lucratius litigis sobre drets del treball, etc.
Nous productes
La competitivitat dels treballs amb copyleft en els negocis pot semblar excessivament dèbil, sent incapaç de generar inversions per investigació i desenvolupament. Econòmicament, el copyleft es considera l'únic mecanisme capaç de competir amb les empreses que tenen el monopoli i que depenen de l'explotació econòmica del copyright, marques registrades i lleis de patents. El copyleft permet a programadors voluntaris contribuir i sentir-se involucrats amb el desenvolupament de programari, formant part d'un projecte molt més gran, com el desenvolupament del nucli d'un sistema operatiu. A més, s'asseguren que qualsevol derivat que sorgeixi del seu esforç en el futur serà accessible a ells gràcies al copyleft. Conseqüentment, el desenvolupament de programari amb copyleft deixa clara la seva intenció de no ocultar ni abusar, de qualsevol coneixement que s'hi aporti. Tanmateix, el copyleft garanteix que les companyies i programadors que decideixin col·laborar-hi no puguin crear les seves pròpies versions privades del treball, a fi d'evitar avantatges individuals.
Comercialització industrial
Els distribuïdors comercials de sistemes basats en Linux (Red Hat i Mandrake) a l'hora d'oferir un servei, s'han trobat amb certes dificultats, però amb el temps ha quedat demostrat que és possible basar un negoci amb un servei comercial al voltant d'una creació amb copyleft. Un exemple ben conegut és el Mandrake, que va ser una de les primeres companyies a obtenir l'èxit a la borsa de valors després de l'expansió de grans parts del mercat de la tecnologia de la informació (TI) a principis del segle XXI.
Comercialització artística
En l'art, el concepte de "servei comercial al voltant d'una creació amb copyleft" pot ser inclús més difícil a l'hora de posar-lo en pràctica que el desenvolupament de programari.
La indústria de la música, per exemple, sembla haver trobat un obstacle al seu desenvolupament amb programes d'intercanvi de fitxers en xarxes P2P. La Fundació de Fronteres Electròniques (Electronic Frontier Foundation, EFF) proposa algunes solucions per tal de resoldre el problema:
Llicenciament voluntari col·lectiu: Les principals cases discogràfiques podrien reunir-se i oferir unes llicències justes i no discriminatòries per la seva música. A això ho anomenem "llicenciament voluntari col·lectiu", i es porta practicant fa 70 anys per mantenir la ràdio legal i al mateix temps remunerar als compositors.
Llicències individuals obligatòries: Si als artistes, compositors, i titulars dels drets d'autor se'ls hi exigís permetre la còpia on-line a canvi d'uns honoraris fixats pel govern, les companyies podrien arreglar-se-les sense problemes per reunir aquests honoraris, fer la comptabilitat, i remetre'ls als artistes. El pagament a cada artista no té per què reflectir directament el que paga cada consumidor, sempre que el total entre tots els artistes i consumidors quedi equilibrat.
Compartir els ingressos per publicitat: Llocs com Internet Underground Music Archive, EMusic.com, Soundclick i Artistdirect.com posen a disposició dels fans un espai on escoltar fluxos de música (streaming), descarregar fitxers i contactar amb els artistes. Mentrestant, els fans veuen publicitat d'on els beneficis es reparteixen entre la web i l'artista.
Subscripcions P2P: Alguns venedors de programari P2P podrien començar a cobrar pel seu servei. Els amants de la música podrien pagar una quantitat fixa pel programari o per cada cançó descarregada. Els fons podrien ser distribuïts als artistes i titulars dels drets d'autor mitjançant acords de llicència amb els estudis, firmes discogràfiques o a través de llicències obligatòries. Un exemple, que funciona a la perfecció, és l'iTunes Music Store d'Apple.
Patrocini digital i almoines on-line: La contribució directa dels amants de la música és una manera molt antiga de compensar als artistes. Donat que el contingut s'ha transformat en digital, la forma de pagament també ho ha de fer. Amb un pot de propines on-line com l'Amazon Honor System, els artistes poden demanar donacions directament des de les pàgines web respectives, en quantitats tant petites com un dòlar. Els llocs que ofereixen patrocini com MusicLink i QuidMusic neixen amb aquest propòsit permetent als consumidors seleccionar els músics i compositors que els agradaria recolzar. D'altra banda es proporciona als consumidors un mètode fàcil i segur per donar diners directament als artistes admirats.
Impostos per amplada de banda: Algunes persones han proposat els ISP's com a punts de recaptació per intercanvi P2P. Tot usuari d'internet obté accés web a través d'un ISP. La majoria manté també un acord financer regular amb algun d'ells a canvi de protecció contra possibles judicis.
Tarifes sobre els medis: Un altre lloc on generar ingressos és en els medis físics que s'utilitzen per emmagatzemar la música. Canadà i Alemanya graven tots els discs gravables i distribueixen després els fons entre els artistes. Els EUA tenen discs gravables amb drets pagats i discs de dades.

## L'efectevíric
A les llicències copyleft s'acostuma a atribuir l'efecte "víric", perquè qualsevol treball derivat amb copyleft ha de complir els principis de copyleft. En particular, els treballs amb copyleft no poden ser incorporats legalment a treball que siguin distribuïts sense el codi de font, com passa a la majoria de productes comercials, sense el permís específics dels seus autors. Com a resultat, el seu ús a la indústria és majoritàriament limitat a un ús intern.
El terme "víric" implica propagació com la d'un virus biològic per un organisme viu. En el context de les llicències i els contractes legalment vinculants, "víric" fa referència a qualsevol cosa que es propaga adherint-se a qualsevol altra cosa, sense tenir en compte si les aportacions víriques afegeixen algun valor al treball particular. Els partidaris del copyleft sostenen que fer extensiva l'analogia entre les llicències copyleft i els virus informàtics resulta inadequat, ja que els virus informàtics generalment infecten els ordinadors sense que l'usuari se n'adoni i intenten fer mal, mentre que els autors de treballs derivats són conscients de la llicència copyleft del treball original i els seus usuaris poden obtenir benefici d'ella. Molts eviten usar el terme "víric" donades les seves connotacions negatives.

## Fundació Copyleft
La Fundació Copyleft és una organització que té l'objectiu de defensar la producció de l'art, la cultura i la ciència amb el paraigües de la llicència copyleft.
El primer projecte impulsat per la fundació és la creació de Música Copyleft amb l'impuls del portal musicleft.net.
| Llicències de programari | Llicències de programari                            | Llicències de programari                                             | Llicències de programari                                                    | Llicències de programari            | Llicències de programari | Llicències de programari      |
| Drets cedits             | Domini públic                                       | FOSS no protectiu Permissiu (Codi obert)                             | FOSS protectiu Copyleft (Programari lliure)                                 | Freeware Shareware Freemium         | De propietat             | Secret comercial              |
| ------------------------ | --------------------------------------------------- | -------------------------------------------------------------------- | --------------------------------------------------------------------------- | ----------------------------------- | ------------------------ | ----------------------------- |
| Drets d'autor            | No                                                  | Sí                                                                   | Sí                                                                          | Sí                                  | Sí                       | Sí                            |
| Dret d'ús                | Sí                                                  | Sí                                                                   | Sí                                                                          | Sí                                  | Sí                       | No                            |
| Dret de Visualització    | Sí                                                  | Sí                                                                   | Sí                                                                          | Sí                                  | Sí                       | SÍ                            |
| Dret de còpia            | Sí                                                  | Sí                                                                   | Sí                                                                          | Sovint                              | No                       | No                            |
| Dret a modificar         | Sí                                                  | Sí                                                                   | Sí                                                                          | No                                  | No                       | No                            |
| Dret a distribuir        | Sí                                                  | Sí, sota la mateixa llicència                                        | Sí, sota la mateixa llicència                                               | Sovint                              | No                       | No                            |
| Dret a subllicenciar     | Sí                                                  | Sí                                                                   | No                                                                          | No                                  | No                       | No                            |
| Filosofia                | A disposició del públic. Exonerat de drets d'autor. | Similar i posterior al copyleft. Mínimes restriccions per a l'usuari | Accés al codi i més. Metodologia en el desenvolupament i entrega al públic. | Propòsits publicitaris o comercials | Propòsits comercials     | Diferents motius              |
| Exemples                 | SQLite, ImageJ                                      | Apache web server, ToyBox                                            | Linux kernel, GIMP                                                          | Irfanview, Winamp                   | Windows, Half-Life 2     | Server-side World of Warcraft |
| Drets d'autor            |                                                     |                                                                      |                                                                             |                                     |                          |                               |